# Малаита (провинция)
Малаита (англ. Malaita) — одна из крупнейших провинций (единица административно-территориального деления) Соломоновых Островов. Название происходит от крупнейшего острова — Малаита. Есть ещё ряд мелких островов, таких как Южный Малаита, Сикаиана и Онтонг-Джава. Административный центр и крупнейший город — Ауки, он расположен на острове Малаита. Площадь — 4225 км², население 137 596 человек (2009).

## Население
Главный остров населяют меланезийцы, а Онтонг-Джава и Сикаиана полинезийцы. Меланезийское население Малаиты имеет уникальные культурные традиции, например выкуп невесты. Родители жениха в качестве выкупа обычно предоставляют ракушки (как деньги) и еду для родителей невесты. Нарушение культурных табу и обычаев является культурным оскорблением. Культура Малаиты призывает к обмену ценностями, чтобы не допустить отчуждения. Это называется fa abua или fa okae (компенсация). В Малаите, а также в провинции Гуадалканал, в октябре 2012 года начали использовать корейский хангыль в качестве письменности для местного племенного языка.